# Pília
|  | Per a altres significats, vegeu «Pília (esposa d'Àtic)». |

Pília (en grec antic: Πυλία), d'acord amb la mitologia grega, va ser una filla de Pilas, rei de Mègara.
Quan Pandíon, fill de Cècrops i vuitè rei d'Atenes, va ser expulsat de la seva ciutat, segons diu la Biblioteca d'Apol·lodor va demanar refugi a Pilas, el rei de Mègara, aquest el va acollir i li va donar en matrimoni a la seva filla Pília. Pausànias, però, informa que Pandíon ja s'havia casat amb la filla de Pilas, de la que no en diu el nom, i va fugir d'Atenes a Mègara amb els seus fills Egeu, Pal·lant, Nisos i Licos.
Després de la mort de Pilas, Pandíon va ser rei de Mègara. Els fills que havia tingut amb Pília van reconquerir l'Àtica i es van dividir el país entre ells.